# Без судьбы
«Без судьбы» (венг. Sorstalanság) — роман венгерского писателя Имре Кертеса, лауреата Нобелевской премии по литературе 2002 года, опубликованный в 1975 году.
Книга повествует о венгерском подростке-еврее, попавшем сначала в Освенцим, а потом в Бухенвальд. Роман носит полуавтобиографический характер. 
Стал первой частью трилогии, в которую вошли также романы «Фиаско» (1988) и «Каддиш по нерожденному младенцу» (1990).

## Сюжет
Ранней весной отца главного героя, Дьёрдя Кёвеша, отправляют в трудовой лагерь. Устраивается ужин, на котором родственники и близкие знакомые прощаются с ним. В начале лета Дьёрдя обязывают работать на нефтеперегонном заводе. Его это устраивает: он работает в компании ребят своего возраста и имеет пропуск, позволяющий бывать в отдалённых районах города.

Однажды автобус, на котором осуществляется развозка рабочих, останавливают и приказывают всем евреям выйти. То же самое делают и со всеми последующими автобусами. Затем всех согнанных людей отправляют на работы в Германию.
Вначале всех привозят в Освенцим, где разделяют на две группы, одну из которых отправляют в газовую камеру. Прочих обривают и дезинфицируют. Вскоре часть заключенных, в том числе и главного героя, отправляют в Бухенвальд. После порядков Освенцима, Бухенвальд воспринимается, как место со значительно лучшими условиями существования.
Спустя некоторое время от неудобной обуви и грязи у Дьёрдя начинает гноиться нога, и он попадает в госпиталь, где находится вплоть до освобождения лагеря союзниками.
Дьёрдь возвращается в Будапешт. В трамвае к нему обращается журналист, пытается расспросить о том, как было в Бухенвальде, и даёт визитку, говоря, что его история - дело всего мира, но Дьёрдь выкидывает визитку, едва журналист скрывается из виду. В доме, где он жил, теперь живут другие люди. От соседей он узнаёт, что его отец погиб в Маутхаузене, а мачеха вышла замуж. Посидев у соседей, Дьёрдь отправляется к матери.

## Издания и экранизация
В 1992 году книга впервые вышла на английском языке под названием Fateless (в переводе 2004 года — Fatelessness). Первый русский перевод, совместная работа Шимона Маркиша (Женева) и Жужи Хетени (Будапешт), под названием «Обездоленность» вышел в «Иерусалимском журнале». Перевод был удостоен премии Милана Фушта Венгерской Академии Наук (2002).
В России вышел другой перевод в 2007 году.
В 2005 году роман был экранизирован венгерским кинорежиссёром Лайошем Кольтаи. Сценарий к фильму написал сам Имре Кертес. В роли Дьёрдя Кёвеша снялся молодой актёр Марцель Надь.